# 서일본

서일본

서일본(일본어: 西日本 니시니혼[*], 영어: western Japan)은 일본을 크게 나눌 때 사용되는 말로, 일본을 양분하였을 때 서측에 해당되는 부분을 가리킨다. 일반적으로 혼슈의 도야마현과 기후현, 아이치현의 서쪽을 가리키는 경우가 많다. 지질학적으로는 이토이가와-시즈오카 구조선의 서쪽의 호쿠리쿠 지방, 스와호 서쪽의 주오 고지, 아베강 서쪽의 도카이 지방, 긴키 지방, 주고쿠 지방, 시코쿠 지방, 규슈 지방을 가리킨다.
동쪽에서 보는 서쪽지방이나 긴키 지방에서 본 규슈 지방을 가리키거나, 간토 지방에서 본 긴키 지방을 가리킬 때도 있다. 또한 동일본에 해당되는 지역이라도 기업이나 단체마다 서일본에 포함시키는 일도 있다.
중일본과는 쓰루가시 및 이세 만 선으로 경계를 이룬다. 서일본은 거의 동쪽에서 서쪽 방향으로 뻗고, 지형 배열은 도호의 방향과 함께 지질 구조상의 중앙구조선 방향과도 일치한다. 더욱이 이즈 제도·오가사와라 제도·류큐 열도는 각기 호상열도(弧狀列島)를 이루어 2 3렬로 병주하는 섬들로 성립되고, 열도 배열은 철면(凸面) 안쪽에는 화산도열(火山島列)이, 바깥쪽은 비(非)화산열이 배열되었다.

## 명칭에 서일본을 사용하는 기업·단체
- 서일본여객철도주식회사(JR 서일본)
  - 서일본JR버스주식회사(JR 서일본 그룹)
- 서일본전신전화주식회사(NTT 서일본)
- 서일본고속도로주식회사(NEXCO 서일본)
- 맥스밸류 서일본 주식회사(マックスバリュ西日本)
- 서일본방송주식회사 (RNC, 오카야마현과 가가와현을 대상으로 하는 방송. 텔레비전은 NTV계열이고, 라디오는 TBS와 NRN계열

- 서일본철도주식회사 (니시테쓰, 후쿠오카시에 본사를 둔 사철 회사.)
- 주식회사테레비니시닛폰 (TNC, 후쿠오카현을 대상으로 하는 후지 테레비 계열의 텔레비전 방송사.)
- 주식회사서일본시티은행 (후쿠오카현의 지방 은행.)
- 주식회사니시닛폰신문사 (후쿠오카시의 신문사, 니시닛폰 신문과 니시니폰 스포츠를 발행.)